# Philes Ongori
Philes Ongori (ur. 19 lipca 1986) – kenijska lekkoatletka specjalizująca się w biegach długodystansowych.
W 2007 na mistrzostwach świata w Osace zajęła 8. miejsce w biegu na 10 000 metrów. Wicemistrzyni (indywidualnie) i mistrzyni świata (w drużynie) w półmaratonie (2009).

## Rekordy życiowe
- bieg na 800 metrów – 2:05,56 (2004)
- bieg na 1500 metrów – 4:11,86 (2004)
- bieg na 3000 metrów – 8:47,88 (2007)
- bieg na 5000 metrów – 14:50,15 (2007)
- bieg na 10 000 metrów – 31:18,85 (2006)
- bieg na 10 kilometrów – 31:24 (2008)
- bieg na 15 kilometrów – 47:38 (2008)
- bieg na 20 kilometrów – 1:04:19 (2008)
- półmaraton – 1:07:38 (2009)